# 中倉姉妹
中倉姉妹（なかくらしまい）とは、将棋の女流棋士である中倉彰子、中倉宏美姉妹のことである。現在はいずれも日本女子プロ将棋協会（LPSA）に所属。血液型は共にO型。東京都府中市出身。映画「とらばいゆ」（2002年 大谷健太郎監督）では姉妹それぞれ将棋監修および端役での出演をした。

## 姉妹の歩み

### プロになるまで
- 彰子6歳（小学1年生）、宏美4歳の頃、将棋好きの父[注 4]（アマチュア三段[7]）から将棋の手ほどきを受け始める。姉妹の棋風は父の影響を受けている[8]。
- 父に連れられ姉妹で文化センターの子供教室（詰将棋作家・岡本眞一郎主催）へ通う（宏美5歳頃）。
- 父の将棋指導はスパルタ的であった。クリスマスのプレゼントは、将棋道場であと何連勝すれば、姉妹であと何回対局すればもらえるとされた[9]。また大晦日は将棋が指し終わるまではNHK紅白歌合戦を見ることができないため、泣きながら将棋をしていた[10]。ただし、勉強においても妥協を許さない指導法（例：「とばす」ことを絶対認めず、間違えた問題は繰り返し解かせる）で、彰子が学校の二等辺三角形の授業についていけなくなりそうになってからは父の指導は勉強と将棋の選択制になり姉妹は勉強もよく教わっていたことから、本当に教育熱心な父であったと彰子はのちに述懐している[11]。
- 小学生の頃（宏美3年生頃）から大会に出始める。
- 女流のアマチュア大会で優勝したら女流育成会に入るという父親の方針[注 5]により、小学6年生でアマ女流王将になった宏美が中学1年で先に育成会に入る（在籍:1991年度-1995年度前期）。その一年半後、中学3年･高校1年で女流アマ名人になった彰子も高校1年生で育成会入り（在籍:1992年度後期-1993年度後期）。

### 日本将棋連盟所属プロ時代
- 女流棋士（女流2級）となったのは彰子が先で1994年4月（17歳、高校3年生）、宏美は1995年10月（16歳、高校2年生）。
- 1999年3月、女流棋士発足25周年記念親睦将棋会において彰子（ボーカル）、宏美（ベース）、本田小百合（ギター、バックコーラス）、船戸陽子（シンセサイザー）によるライブコンサートを行う[注 6]。
- 2002年3月、清水市代、山田久美と女流棋士4人組のユニット原宿将棋通りでCDデビュー。
- 2002年3月、東京都営地下鉄大江戸線の国立競技場駅地下コンコースにて姉妹による席上対局を行う（結果は彰子の勝ち）。女流棋士は和服袴姿で、島井咲緒里、野田澤彩乃らとともに指導対局なども行った。乗客数が目標の6割程度にとどまる同線をPRするため、 都交通局が、中倉姉妹をモデルにした映画「とらばいゆ」を同月23日から公開する東京の映画館とタイアップし、企画。駅でのプロ対局は初[13]。
- それぞれNHK将棋講座の聞き手を2回務める。彰子は1997年度前期、1999年度前期。宏美は1999年度後期、2004年度後期。
- それぞれNHK杯テレビ将棋トーナメントの司会を務める。彰子は2000年度より2002年度まで。宏美は2006年度より2008年度まで。姉妹ともにNHK杯の司会を務める初めての例となる。

### 日本女子プロ将棋協会所属プロ時代
- 2007年、姉妹ともに日本女子プロ将棋協会（LPSA）に移籍。
- 2007年5月よりインターネットラジオ番組「Positive de Go!」のパーソナリティを務める（2008年6月終了）。
- 2008年[14][15]、2009年[16]、2010年[17]、2011年[18]、2012年[19][20]2月3日、大國魂神社（東京都府中市）の節分祭豆まき式において地元出身者として姉妹そろって豆まきを務める。
- 2008年3月2日（彰子誕生日）、大國魂神社「鶴の間」において1dayトーナメント「武蔵の国　府中けやきカップ　女流棋士トーナメント」開催。姉妹が前年夏ごろから、企画・営業・宣伝・運営まで中心となって携わる。姉妹の直接対局が開幕の一番となり、宏美が勝利を収めた。
- 2009年3月20日、ルミエール府中において「第2回　武蔵の国　府中けやきカップ　女流棋士トーナメント」開催。3月18日には伊勢丹府中店 フォーリス内１階「光と風の広場」にてプレイベントを行った。
- 2010年3月18日、動画共有サービスを利用し、3、4ヶ月に1回の配信ペースで「Positive de Go!」復活。
- 2010年3月22日、府中グリーンプラザにおいて「第3回　武蔵の国　府中けやきカップ　女流棋士トーナメント」開催。
- 2010年11月23日、第40回1dayトーナメント「HIAファミリーカップ」において中倉姉妹ペアが優勝。
- 2011年5月1日、ルミエール府中において「第4回　武蔵の国　府中けやきカップ　女流棋士トーナメント」開催。
- 2012年3月25日、ルミエール府中において「第5回　武蔵の国　府中けやきカップ　女流棋士トーナメント」開催。菅直人前総理大臣が来賓として訪れた。